# Ferno

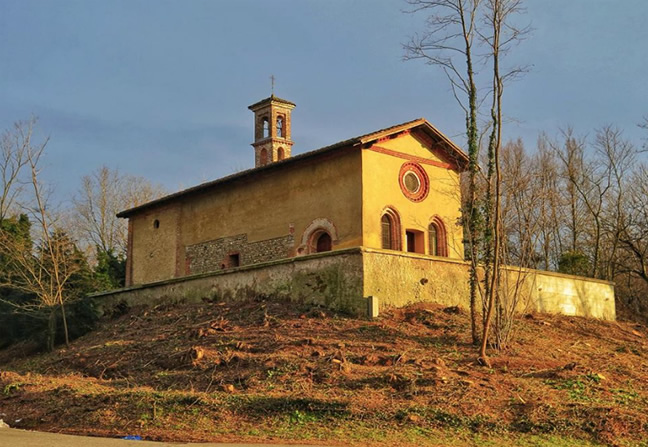
Kirchlein Santa Maria Assunta

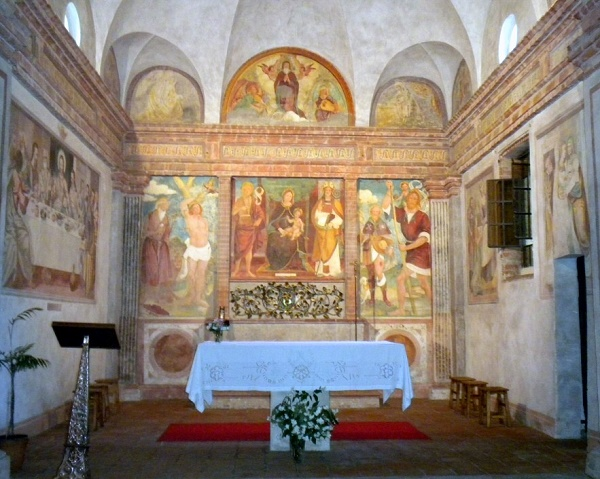
Kirche Santa Maria Assunta, Innenraum mit Fresken

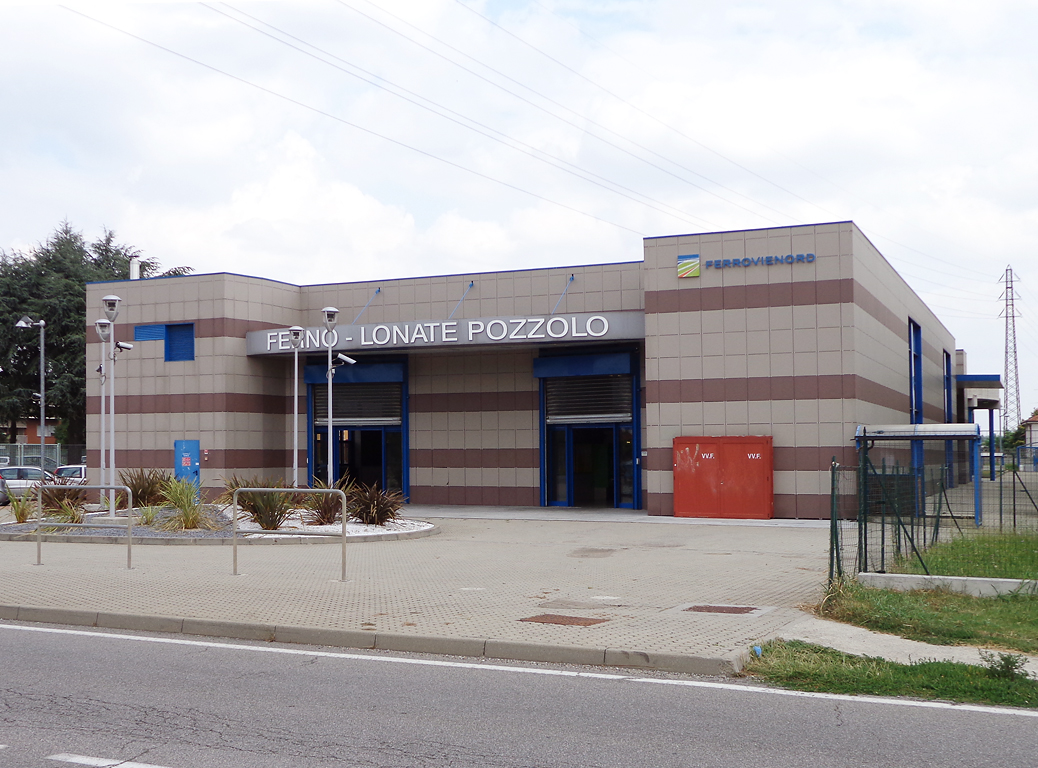
Bahnhof Ferno-Lonate Pozzolo

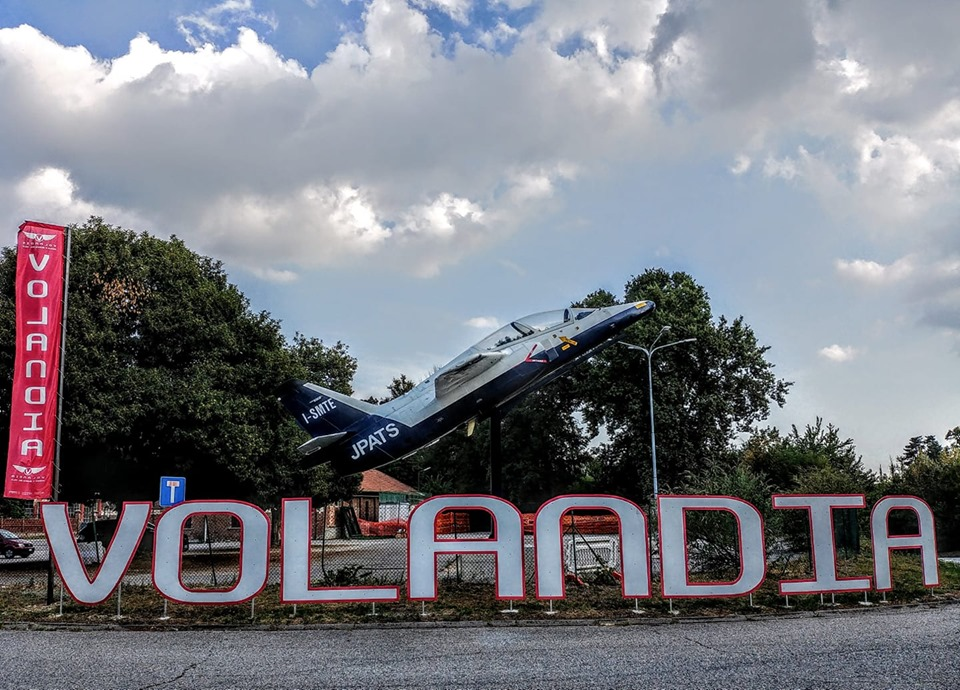
Eingang des Volandiapark und Museum

Ferno ist eine italienische Gemeinde (comune) in der Provinz Varese in der Region Lombardei.

## Geographie
Die Gemeinde liegt etwa 23 Kilometer südsüdwestlich von Varese am Parco naturale lombardo della Valle del Ticino und bedeckt eine Fläche von 8,51 km². Zu Ferno gehört die Fraktion San Macario. Die Nachbargemeinden sind Lonate Pozzolo, Samarate, Somma Lombardo und Vizzola Ticino.

## Geschichte
Das Dorf Ferno, das in den Statuten der Straßen und Gewässer der Grafschaft Mailand erwähnt wird und zur Pieve von Gallarate gehört, war eine der Gemeinden, die zur Instandhaltung der Straße von San Pietro all’Olmo beitrugen (1346). Ferno gehörte zum Lehen Gallarate, das 1530 von Herzog Francesco II. Sforza an Marino Ascanio Caracciolo, den späteren Kardinal, verliehen wurde. Das Lehen wurde 1564 gegen das Lehen von Atripalda im Königreich Neapel getauscht und an Giacomo Pallavicino Basadonna vergeben. Nach dem Tod des Lehnsherrn ohne fähige Erben wurden das Lehen und der dazugehörige Grafentitel 1578 von Philipp II. an Giacomo Annibale Altemps übertragen. Im Jahr 1656 ging das Lehen an die Markgrafen Teobaldo und Galeazzo Visconti di Cislago über.
In den Registern des Estimo (Grundbuch) des Herzogtums Mailand von 1558 und den späteren Aktualisierungen im 18. Jahrhundert wird Ferno immer noch zur gleichen Gemeinde gezählt. Im Jahr 1716 übertrug Karl VI: das Lehen dem Grafen Francesco Castelbarco Visconti als Nachfolger des Markgrafen Cesare Visconti. Nach den Antworten des Zweiten Volkszählungsrates auf 45 Fragen im Jahr 1751 wurde das Gebiet, in dem insgesamt 984 Seelen lebten, von denen etwa 830 eintreibbar waren, an den Grafen Castelbarco belehnt. Der Feudalrichter, damals Giovanni Battista Sormani, residierte in Gallarate und wurde jedes Jahr bei zwei Gelegenheiten bezahlt, nämlich zu Beginn des Jahres, „bei der Gelegenheit, die nova regenza genannt wird, wenn die Männer, die den ordentlichen Rat bilden, gebildet werden“, und bei der anderen, wenn die Steuern berechnet wurden.
Die Gemeinde Ferno hatte einen eigenen Rat, der aus einem Konsul und vier Bürgermeistern bestand. Am Ende eines jeden Jahres, ob der Podestà anwesend war oder nicht, wurden die neuen Amtsträger wie folgt gewählt: Graf Trotti, der geschätzte Major, oder sein in Ferno ansässiger Vertreter, wählte einen Konsul und einen Bürgermeister. Der fromme Ort Santa Corona di Milano, ein anderer geschätzter, und für ihn sein Vertreter, wählte einen Konsul ein Jahr und einen Bürgermeister ein anderes Jahr. Im Namen der Gemeinde zogen die beiden scheidenden Bürgermeister je drei Lose und steckten sie in einen Hut. Dann zogen sie das Los, um den ordentlichen Rat zu bilden. Wenn die Einberufung des Generalrats erforderlich war, wurden die interessierten Parteien benachrichtigt und die vorgeschlagenen Angelegenheiten wurden festgelegt.
Die Gemeinde hatte einen Kanzler, der im nicht weit entfernten Lonate wohnte und ein Jahresgehalt von 150 Lire plus Überstunden erhielt. Öffentliche Dokumente wurden in einem Raum aufbewahrt, der sich im Besitz der Gemeinde befand und für die Aufbewahrung von Dokumenten bestimmt war.
Nach dem vorübergehenden Zusammenschluss der lombardischen Provinzen mit dem Königreich Sardinien wurde die Gemeinde Ferno mit 1.744 Einwohnern, die von einem fünfzehnköpfigen Gemeinderat und einem zweiköpfigen Stadtrat verwaltet wurde, auf der Grundlage der durch das Gesetz vom 23. Oktober 1859 festgelegten Gebietsaufteilung in das Mandamento I di Gallarate, circondario IV di Gallarate, Provinz Mailand, aufgenommen. Bei der Gründung des Königreichs Italien im Jahr 1861 hatte die Gemeinde 1.969 Einwohner (Volkszählung 1861). Nach dem Gemeindegesetz von 1865 wurde die Gemeinde von einem Bürgermeister, einem Rat und einem Ausschuss verwaltet. Im Jahr 1867 wurde die Gemeinde in denselben Bezirk, Kreis und dieselbe Provinz eingegliedert (Verwaltungsbezirk 1867).
Im Jahr 1924 wurde die Gemeinde in den Bezirk Gallarate der Provinz Mailand eingegliedert. Nach der Gemeindereform von 1926 wurde die Gemeinde von einem Podestà verwaltet. Nach der Gemeindereform von 1946 wurde die Gemeinde Ferno von einem Bürgermeister, einem Gemeinderat und einem Verwaltungsrat verwaltet. Im Jahr 1971 hatte die Gemeinde Ferno eine Fläche von 851 Hektar.

## Bevölkerung
| Bevölkerungsentwicklung | Bevölkerungsentwicklung | Bevölkerungsentwicklung | Bevölkerungsentwicklung | Bevölkerungsentwicklung | Bevölkerungsentwicklung | Bevölkerungsentwicklung | Bevölkerungsentwicklung | Bevölkerungsentwicklung | Bevölkerungsentwicklung | Bevölkerungsentwicklung | Bevölkerungsentwicklung | Bevölkerungsentwicklung |
| ----------------------- | ----------------------- | ----------------------- | ----------------------- | ----------------------- | ----------------------- | ----------------------- | ----------------------- | ----------------------- | ----------------------- | ----------------------- | ----------------------- | ----------------------- |
| Jahr                    | 1861                    | 1881                    | 1901                    | 1921                    | 1951                    | 1971                    | 1981                    | 1991                    | 2001                    | 2011                    | 2021                    |                         |
| Einwohner               | 1969                    | 2184                    | 2230                    | 2137                    | 2600                    | 4590                    | 5166                    | 6134                    | 6364                    | 6786                    | 6681                    |                         |

## Verkehr
Die Gemeinde liegt unmittelbar am südlichen Ende des Flughafens Mailand-Malpensa. Gemeinsam mit der Nachbargemeinde Lonate Pozzolo besteht seit 2009 ein Bahnhof an der Bahnstrecke von Busto Arsizio zum Terminal 1 des Flughafens Malpensa (Malpensa Express).

## Sehenswürdigkeiten
- Die Kirche Santa Maria ist das älteste Gebäude des Ortes, sie wurde im 14. Jahrhundert im romanischen Stil erbaut und im 16. Jahrhundert vergrößert; im Kirchenschiff sind einige mittelalterliche Fresken zu sehen, während im Presbyterium einige manieristische Fresken von weniger guter Qualität zu sehen sind und im hinteren Teil ein Triptychon auf dem Hochaltar, das die Madonna mit Kind und Heiligen darstellt, von einem Maler, der ein Anhänger von Gaudenzio Ferrari war.
- Die Kirche San Martino war im Mittelalter die Pfarrkirche. Die heutige Kirche stammt aus dem Ende des 17. Jahrhunderts und ist von schlichter, nüchterner Architektur. Im Inneren befindet sich ein Marmoraltar mit einem anonymen Gemälde des Heiligen Martin, der einem Bettler seinen Mantel gibt. Es wurden Spuren von einigen fragmentarischen Fresken gefunden. Sie besteht aus einem einzigen Schiff, das von einem Tonnengewölbe bedeckt ist, während die Sakristei ein Schirmgewölbe hat.
- Volandia, Italiens größter Flugpark und Museum.